# Рогосия
Рогосия (на сръбски: Рогосија) е село в Босна и Херцеговина, разположено в община Власеница, в ентитета на Република Сръбска. Намира се на 561 метра надморска височина. Населението му според преброяването през 2013 г. е от 1 жител, сърбин (100,00 %).

## Население
Численост на населението според преброяванията през годините:
- 1961 – 101 души
- 1971 – 91 души
- 1981 – 59 души
- 1991 – 34 души
- 2013 – 1 човек